# Lactista pellepidus
Lactista pellepidus är en insektsart som beskrevs av Henri Saussure 1884. Lactista pellepidus ingår i släktet Lactista och familjen gräshoppor. Inga underarter finns listade i Catalogue of Life.